# 反転環
代数学において、環の逆、逆転、反対あるいは反転 (opposite) は同じ元と同じ加法演算をもつ環であって、積が逆順で行われるものである。
より正確には、環 (R, +, ·) の反転は環 (R, +, *) であって、積 '*' が a * b = b · a によって定義される。（環の加法は定義から常に可換である。）

## 性質
環 (R, +, · ) が可換であることとその反転環が可換であることは同値である。2つの環 R1 と R2 が同型であれば、対応する反転環も同型である。環の反転の反転はもとの環と同型である。環とその反転環は逆同型 (anti-isomorphic; 反同型) である。
可換環はつねにその反転環と等しい。非可換環はその反転環と同型かもしれないし同型でないかもしれない。